# 前609年
| 千纪： | 前1千纪 |
| 世纪： | 前8世纪 \| 前7世纪 \| 前6世纪 |
| 年代： | 前630年代 \| 前620年代 \| 前610年代 \| 前600年代 \| 前590年代 \| 前580年代 \| 前570年代                                                                                   |
| 年份： | 前614年 \| 前613年 \| 前612年 \| 前611年 \| 前610年 \| 前609年 \| 前608年 \| 前607年 \| 前606年 \| 前605年 \| 前604年                                                     |
| 纪年： | 周匡王四年 魯文公十八年 齊懿公四年 晉靈公十二年 秦康公十二年 宋文公二年 楚庄王五年 衛成公二十六年 陈灵公五年 蔡文侯三年 曹文公九年 郑穆公十九年 燕桓公九年 杞桓公二十八年 |

## 大事記
- 新亞述帝國最後的領土哈蘭被巴比倫與米底聯軍攻滅。

## 逝世
- 秦康公，秦國君主（生年不詳）。
- 亞述烏巴立特二世，新亞述帝國最後一任國王。